# Eskimoisk-aleutiske sprog
Eskimoisk-aleutiske sprog, Inuit-Yupik-Unangan sprog eller eskaleutiske sprog er en sproggruppe, som bliver talt på Aleuterne, på begge sider af Beringstrædet, i Alaska og Canada og i Grønland. Gruppen har to grene: aleutisk er det eneste sprog i den ene, og inuitiske udgør den anden.
Der findes i alt omtrent 10 eskimo-aleutiske sprog, med til sammen omkring 85.000 talere. Aleutisk bliver talt af ca. 30% af aleutere, det vil sige af ca. 700 aleuter på Aleuterne, og af en håndfuld af aleuter på Kommandørøerne i Rusland. Der bliver talt 3 forskellige eskimoiske sprog i Rusland, af sammenlagt henved 600 talere. Sibirisk yupik er det største af dem. De største sprog er grønlandsk (47.000) og inuktitut (18.000).

## Skriftsprog
De eskimo-aleutiske sprog bliver skrevet med flere forskellige skriftsprog. Sibirsk yupik bliver, som andre minoritetssprog blev i Sovjetunionen, skrevet med det kyrilliske alfabet. Inuktitut bliver skrevet med det kanadiske stavningsalfabet. De andre sprog bliver skrevet med det latinske alfabet. 6 af de 10 eskimoisk-aleutiske sprog forekommer som skriftsprog.

## Grammatik
De eskimo-aleutiske sprog har enkle lydsystemer, med et trevokalsystem (i, u, a), og relativt få konsonantfonemer.
Sprogfamilien er karakteriseret ved den polysyntetiske og agglutinerende struktur.
De eskimo-aleutiske sprog bruger generelt adjektiver afledt fra verbalstammer, jævnfør grønlandsk Angut kusanarpoq (Manden er flot) og Angut kusanartoq takuara (Jeg så en flot mand), hvor verbet kusanarpoq i det andet tilfælde er bøjet som et adjektiv, kusanartoq. Adjektiver (eller snarere: adjektiver afledt fra verber) bøjes som substantiver bortset fra, at de ikke får possessivsuffiks.
De eskimo-aleutiske spog er ergative sprog, det vil sige, at det ene argument til intransitive verber står i samme kasus som objektet til transitive verber, og ikke i samme kasus som subjektet til transitive verber, som det gør i nominativ-akkusativ-sprog som f.eks. i norsk. Subjektet til transitive verber står i relativ kasus, kasus for objektet og for argument til det intransitive verbet bliver kaldt absolutiv kasus.

## Historie
De aleutiske og eskimoiske sprog skilte sig fra hinanden ca. 2.000 f.Kr. De eskimoiske sprog delte sig i to grene omtrent år 1.000 e.Kr.

## Sprogslægtsskab
Alle er enige om, at de eskimoiske og aleutiske sproggrene danner en familie, som består af disse to grene. Det har ikke været muligt at etablere et sikkert slægtskab med sprogfamilier uden for de eskimoisk-aleutiske sprog. Der har ikke været forslag om at knytte dem til de nærmeste indianske sprog, og når det gælder de nærmeste sprog på sibirsk side er problemet snarere at etablere genetisk slægtskab dem i mellem (de palæosibiriske sprog er mere eller mindre en restkategori).
Joseph Greenberg er kommet med forslag om en stor sprogfamilie, som klassificerer sprogene sammen med de indoeuropæiske, uralske, altaiske og dravidske sprog, koreansk og japansk. (jf. Greenberg, Joseph H. (2000) Indo-European and its Closes Relatives: the Eurasiatic Language Family – Volume I, Grammar. Stanford: Stanford University Press. Greenberg, Joseph H. (2002) Indo-European and its Closes Relatives: the Eurasiatic Language Family – Volume II, Lexicon. Stanford: Stanford University Press.). Disse teorier er ikke alment accepterede.

## Forskningshistorik
Den første grønlandske grammatik (1750) og ordbog (1760) blev offentliggjort af Paul Egede, disse udgør fundamentet for studiet af eskimoiske sprog. Det næste fremskridt kom med Samuel Kleinschmidts grammatik (1851) og ordbog (1871), der fortsat er standardreferencer for grønlandsk. Den første, som så slægtskabet mellem eskimoisk og aleutisk, var Rasmus Rask.

## Liste over eskimoisk-aleutiske sprog
- Aleutisk
  - Vestlige og centrale dialekter: Atka, Attua, Unagan, Bering (60-80 talere)
  - Østlige talere: Unalaska, Pribilof (400 talere)
- Eskimoiske sprog
  - Inuitsprog
    - Iñupiaq (Nordlige Alaska, 3.500 talere)
    - Inuktitut (Østlige Canada, 24.000 talere sammen med inuktun)
    - Inuktun (Thule, nordvestlige Grønland, omkring 1.000 talere)
    - Kalaallisut (47.000 talere)
    - Tunumiisut (omkring 3.500 talere)

  - Yupik-sprog
    - Alaska-yupik (10.000 talere)
    - Alutiiq (400 talere)
    - Sibirsk yupik (1.400 talere)
    - Sirenik (uddød)[1]
    - Naukisk (70 talere)